# El Norte de Castilla
El Norte de Castilla ist eine regionale spanische Tageszeitung mit Sitz in Valladolid, der Hauptstadt der Provinz Valladolid und der autonomen Region Kastilien und León. Sie wird von El Norte de Castilla, S.A. herausgegeben, die dem Medienunternehmen Grupo Vocento angehört. El Norte de Castilla ist die wichtigste Tageszeitung in Kastilien und León.

## Geschichte
El Norte de Castilla ist die älteste Tageszeitung Spaniens. Die Zeitung wurde 1854 vom Apotheker Mariano Pérez Mínguez und dem Arzt Pascual Pastor ins Leben gerufen, damals noch unter dem Namen El Avisador. 1856 wurde sie in El Norte de Castilla umbenannt, als sie mit El Correo de Castilla fusionierte.

## Persönlichkeiten
Von 1958 bis 1963 war der spanische Schriftsteller Miguel Delibes Chefredakteur der Zeitung, wo es ihm auch während der Franco-Diktatur gelang, kritische Themen zur Sprache zu bringen, bis er seines Amtes enthoben wurde. Delibes hatte bereits Anfang der 1940er Jahre als Karikaturist für El Norte de Castilla gearbeitet. Vor 1960 war Francisco Umbral als Kolumnist dort beschäftigt. Eng verbunden mit dem Blatt ist auch der Dichter und Essayist José Jiménez Lozano. Er arbeitet für die Zeitung bereits ab 1958, war von 1962 bis 1978 als Redakteur beschäftigt, wurde dann stellvertretender Chefredakteur und 1980 Chefredakteur, bevor er 1995 pensioniert wurde. 

## Ausgaben
Derzeit erscheint El Norte de Castilla in folgenden Ausgaben:
- Valladolid
- Palencia
- Salamanca
- Segovia